# 黑穗羊茅
黑穗羊茅（学名：Festuca tristis）为禾本科羊茅属下的一个种。

## 扩展阅读
- 維基物種上的相關：黑穗羊茅